# Francesco Antonio Bonporti
Francesco Antonio Bonporti (11 de junho de 1672 – 19 de dezembro de 1749) foi um padre italiano e compositor amador.
Nascido em Trento, foi admitido em 1691 no Collegium Germanicum de Roma, onde estudou teologia . Enquanto em Roma, ele também estudou composição sob a orientação de Giuseppe Ottavio Pitoni e possivelmente (já que isso não está confirmado) violino com Arcangelo Corelli.
A obra musical de Bonporti consiste em doze óperas, publicadas entre 1696 e 1736. 
Ele viveu em Pádua de 1740 até sua morte em 1749.

## Trabalhos
Esta é uma lista de suas doze óperas, primeiro o original italiano, geralmente de Giuseppe Sala em Veneza, depois a edição francesa publicada por Estienne Roger em Amsterdã e, finalmente, a edição inglesa, por John Walsh em Londres. Nem todas as obras parecem ter sobrevivido nas três línguas, conforme listado em um artigo publicado por Studi Trentini em 1973 por Clemente Lunelli.
- Op. 1 Suonate a Tre. Due violini, e violoncello obligato..., 1696. Quatro partes.
  - Antoine Bomporti Gentilhomme di Trento opera prima, Sonate à tre, due Violini, Violoncello e basso continuo. N. 101, 1706, f. 4.0
- Op. 2
  - Antonio Bomporti di Trento, opera seconda, Sonate da Camera à tre, due Violini e Basso continuo. N. 292, 1701, f. 3.10
  - Bonporti's Sonata or Chamber Aires in three Parts for two Violins and a Through Bass compos'd by Francisco Antonio Bomporti Opera Seconda (...) N. 266, c. 1708
  - Bomporti's Sonata or Chamber Aires (...) Opera Seconda. (...), N. 482, c. 1715
- op. 3 Motetti a canto solo, con violini (...), 1702. Cinco partes.
- op. 4
  - Antonio Bomporti Opera Quarta, Sonate da Camera à tre, due Violini e basso continuo, N. 38, 1706, f. 40
  - Bomporti's Sonata or Chamber Aires (...) Opera Quarto (sic) (...), N. 267, c. 1708
- op. 5 Arie, baletti e correnti c. 1704 (não existente)
- op. 6
  - Antonio Bomporti, opera sexta, Sonate da Camera à tre, due Violini e basso continuo, N. 38, 1706, f. 4.0
- op. 7
  - Bomporti opera settima sonate à Violino solo e basso continuo, N. 303, c. 1707-1708, f. 3.0
  - 10 Solos by Bomporti for a Violin and a Bass, (Walsh, P. Randall, J. Hare) N. 277d, 1708
  - (?)Bomportis Solos, for a Violin and a Bass, 4s. od., (Walsh) N. 603, c. 1720 ou anterior
- op. 8 (dado como perdido)
  - Antonio Bomporti opera ottava, le Triomphe de la grande Aliance à Violon et basse continue, N. 120, c. 1708-1712, f. 2.0;  também mencionado como Le Triomphe de la grande Aliance, consistent en cent Menuets, composez par Mr. Bomporti opera VIII
- op. 9
  - Bomporti opera nona, Baletti à Violino solo e basso continuo, N. 413, f. 1.0; depois de 1716
- op. 10 Invenzioni a violino solo del (...), Venice-Trento, Giovanni Parone, 1713. Partitura.
  - Bomporti opera dècima inventione a Violino solo, e basso contin. (La Pace), N. 404, c. 1712-1715, f. 4.0
- op. 11 Concerti a quattro, due violini, alto viola, e basso con violino di rinforzo Trento, Giambattista Monauni, cerca de 1715. Cinco partes
- op. 12 Concertini e serenate con arie variate, siciliane, recitativi, e chiuse a violino, e violoncello, o cembalo, Habsburg, Johann Christian Leopold. Partiture.
- Aria cromatica, e variata a violino violoncello, e cembalo..., manuscript in the library of the Bruxelles conservatoire, dated 1720. Partitura.
- Sonata di Buonporti, manuscript, same as above. Duas partes.
- Six Sonate à deux Flutes et Basse continue, composées par Bomporti et transposées sur la Flute par Corbet, N. 65, c. 1707-1708, f. 3.0